# タカショー
株式会社タカショーは、和歌山県海南市に本社を置く、ガーデニング・エクステリア関連製品の開発・製造・販売・輸入の大手。ガーデニング・エクステリア関連製品の取り扱いは国内トップクラスである。

## 概要
タカショーは現在の社長である高岡伸夫が大阪経済大学時代の仲間4人と共に設立。日本のガーデニング素材を世界に発信するベンチャー企業である。

## 沿革
- 1980年（昭和55年）8月 - 和歌山県海南市において昭和10年創業の高岡正一商店（地場産業のシュロ縄等の卸売業、個人商店）の事業を発展し、造園および庭園資材の販売を目的として、株式会社タカショーを設立。
- 1982年（昭和57年）7月 - 関東営業所（現・北関東営業所）を群馬県伊勢崎市に開設。
- 1983年（昭和58年）2月 - 配送センターを和歌山県海南市に建設。
- 1984年（昭和59年）6月 - 配送センターに本社事務所を統合。
- 1985年（昭和60年）
  - 4月 - ガーデンクリエイト株式会社を和歌山県海草郡下津町（現・海南市）に設立。
  - 9月 - 奈良ガーデンクリエイト株式会社を奈良県宇陀郡曽爾村に設立。
- 1990年（平成2年）
  - 8月 - 九州営業所（現・九州支店）を福岡県筑後市に開設。
  - 8月 - タカショーオリジナル造園CADシステムが完成。
- 1991年（平成3年）8月 - 東海営業所（現・名古屋支店）を愛知県知多市に開設。
- 1992年（平成4年）
  - 1月 - 徳島ガーデンクリエイト株式会社を徳島県麻植郡山川町（現・吉野川市）に設立。
  - 2月 - 本社・配送センターを増改築。
  - 2月 - 四国営業所を徳島ガーデンクリエイト株式会社内に開設。
- 1993年（平成5年）4月 - 千葉営業所を千葉県君津市に開設。
- 1994年（平成6年）2月 - 東京営業所（現・東京支店）を東京都千代田区に開設。
- 1995年（平成7年）
  - 1月 - 天津高秀国際工貿有限公司を中国天津市に設立（現・連結子会社）。
  - 3月 - 関東営業所（現・北関東営業所）を群馬県高崎市に移転。
  - 4月 - 東海営業所（現・名古屋支店）を愛知県東海市に移転。
  - 4月 - 本社・配送センター増築。
- 1996年（平成8年）
  - 1月 - 和歌山ガーデンクリエイト株式会社を100%子会社化（現・連結子会社）。
  - 1月 - 徳島ガーデンクリエイト株式会社を100%子会社化（現・連結子会社）。
  - 1月 - 奈良ガーデンクリエイト株式会社を100%子会社化。
  - 4月 - 本社・自動立体倉庫建設。
  - 4月 - 広州事務所を中国広州市に開設。
  - 8月 - 広東高秀花園製品有限公司を中国雲浮市に設立。
  - 8月 - 広島営業所（現・広島支店）を広島県東広島市に開設。
  - 8月 - 代理店との間のオンライン化により販売活動の強化を図る。
- 1997年（平成9年）
  - 5月 - 北陸営業所を石川県石川郡野々市町（現・野々市市）に開設。
  - 8月 - 関東営業所（現・北関東営業所）を群馬県群馬郡群馬町（現・高崎市）に移転。
  - 9月 - 株式会社青山ガーデンを東京都渋谷区に設立（現・連結子会社）。
  - 11月 - 東京支店埼玉出張所（現・埼玉営業所）を埼玉県坂戸市に開設。
  - 12月 - 九州営業所（現・九州支店）を福岡県筑後市野町に新社屋を建設して移転。
- 1998年（平成10年）
  - 9月 - 日本証券業協会に株式を店頭登録。
  - 9月 - 台湾事務所を台湾高雄市に開設。
- 1999年（平成11年）
  - 5月 - 株式会社日本インテグレートを和歌山県海南市に設立。
  - 6月 - 豪州（オーストラリア）事務所をオーストラリアシドニー市に開設。
  - 7月 - 有限会社タカショーヨーロッパをドイツガイルドルフ市に設立（現・連結子会社）。
  - 7月 - 新配送センター（中央ロジスティックセンター）を和歌山県海南市に建設。
  - 10月 - 仙台営業所（現・東北支店）を宮城県仙台市に開設。
- 2000年（平成12年）3月 - 株式会社タカショーノースアメリカをカナダオンタリオ州に設立。
- 2001年（平成13年）1月 - ガーデンライフスタイルデザイン研究所を大阪市に開設。
- 2002年（平成14年）
  - 1月 - 九州支店を福岡県筑後市野町に開設。
  - 6月 - 上海高秀園芸建材有限公司を中国上海市に設立。
- 2003年（平成15年）
  - 2月 - 広島営業所を広島県東広島市に移転。
  - 7月 - 東海営業所（現・名古屋支店）を愛知県東海市に移転。
  - 7月 - 千葉営業所を千葉県君津市に移転し、千葉積算センターに改組。
  - 8月 - 関東営業所（現・北関東営業所）を群馬県前橋市に移転し、関東積算センターに改組。
  - 10月 - 屋外ガーデン展示場を和歌山県海南市に開設。
- 2004年（平成16年）
  - 2月 - 株式会社日本インテグレートの株式取得。
  - 8月 - タカショーコリア有限会社を韓国京畿道平澤市に設立。
  - 11月 - 株式会社タカショーデジテックを和歌山県海南市に設立（現・連結子会社）。
- 2005年（平成17年）
  - 4月 - 佛山市南方高秀花園製品有限公司を中国佛山市に設立（現・連結子会社）。
  - 4月 - 東海営業所を名古屋支店に改組。
  - 4月 - 満洲里高秀木業有限公司を中国満洲里市に設立。
- 2006年（平成18年）
  - 1月 - 関東積算センターを東京支店北関東事務所に改組。
  - 1月 - 仙台営業所（現・東北支店）を宮城県仙台市若林区に移転。
  - 6月 - 株式会社デジライトを100%子会社化。
  - 8月 - 北陸営業所を石川県金沢市に移転。
- 2007年（平成19年）
  - 7月 - 札幌営業所を北海道札幌市東区に開設。新潟営業所（現・新潟三条営業所）を新潟県三条市に開設。株式会社タカショーデジテックが株式会社デジライトを吸収合併。
  - 10月 - 本社社屋を和歌山県海南市に新築移転し、旧本社を第二商品センターに改組。株式会社タカショーノースアメリカを清算。
  - 12月 - 株式会社タカショーデジテックが株式会社青山ガーデンを100％子会社化。広東高秀花園製品有限公司の全持分を譲渡。
- 2008年（平成20年）12月 - トーコー資材株式会社を広島県広島市に設立（現・連結子会社）。
- 2009年（平成21年）
  - 5月 - 株式会社日本インテグレートを100％子会社化。
  - 6月 - 株式会社エンサイドデザインを東京都渋谷区に設立。
  - 7月 - タカショーオーストラレイジア株式会社をオーストラリアビクトリア州に設立（現・連結子会社）。
  - 8月 - 浙江東陽高秀花園製品有限公司を中国東陽市に設立（現・連結子会社）。
  - 11月 - 江西高秀進出口貿易有限公司を中国瑞昌市に設立（現・連結子会社）。
- 2010年（平成22年）
  - 4月 - 浙江正特高秀園芸建材有限公司を浙江省臨海市に設立（現・連結子会社）。
  - 6月 - 九江高秀園芸製品有限公司を江西省瑞昌市に設立（現・連結子会社）。
- 2012年（平成24年）
  - 1月 - 横浜営業所を神奈川県横浜市に開設。新潟営業所を新潟県新潟市に開設し、旧新潟営業所を新潟三条営業所に改組。和歌山ガーデンクリエイト株式会社が奈良ガーデンクリエイト株式会社を吸収合併し、ガーデンクリエイト株式会社に商号変更。
  - 2月 - デジライト販売株式会社を海南市に設立。
  - 6月 - 仙台営業所を宮城県仙台市へ新築移転し、東北支店に改組。
  - 9月 - 東京支店北関東事務所を群馬県前橋市へ移転し、北関東営業所に改組。
  - 11月 - ベジトラグ株式会社を100％子会社化（現・連結子会社）。
- 2013年（平成25年）12月 - 株式会社ガーデンクリエイト関東を栃木県鹿沼市に設立（現・連結子会社）。
- 2014年（平成26年）2月 - 広島営業所を広島県東広島市に移転し、広島支店に改組。
- 2015年（平成27年）
  - 2月 - ベジトラグUSA株式会社を米国ペンシルベニア州に設立（現・連結子会社）。
  - 4月 - 株式会社ガーデンクリエイト関東を100％子会社化。
  - 5月 - 株式会社エンサイドデザインを清算。
  - 8月 - 首都圏営業所を埼玉県戸田市に開設。
- 2016年（平成28年）8月 - 有限会社タカショーヨーロッパを100％子会社化。
- 2017年（平成29年）
  - 1月 - デジライト販売株式会社を清算。
  - 3月 - 株式会社日本インテグレートを清算。大阪営業所を大阪府箕面市へ移転し、大阪支店に改組。
  - 10月 - 東京証券取引所第二部に市場変更。
- 2018年（平成30年）7月 - 東京証券取引所第一部指定[3]。
- 2023年（令和5年）10月 - 東京証券取引所スタンダード市場へ市場変更。

## 事業所
- 本社 - 和歌山県海南市南赤坂20-1
- 東京支店 - 東京都千代田区神田駿河台2-9
- 国内
  - 支店（東京、東北、名古屋、大阪、広島、九州）
  - 営業所（札幌、首都圏、埼玉、北関東、横浜、新潟、新潟三条、北陸、関西、四国）
- 海外
  - 広州、上海、杭州、アモイ、台湾、コリア、ベトナム、シドニー

## グループ会社

### 国内
- ガーデンクリエイト株式会社
- 株式会社タカショーデジテック
- トーコー資材株式会社
- 株式会社3and garden
- 株式会社グリーン情報
- 株式会社GLD-LAB.

### 海外
- 天津高秀国際工貿有限公司（中国）
- 上海高秀園芸建材有限公司（中国）
- 佛山市南方高秀花園製品有限公司（中国）
- 満洲里高秀木業有限公司（中国）
- 浙江東陽高秀花園製品有限公司（中国）
- 江西高秀進出口貿易有限公司（中国）
- 九江高秀花園製品有限公司（中国）
- 浙江正特高秀園芸建材有限公司（中国）
- 有限会社タカショーヨーロッパ（ドイツ）
- タカショーオーストラレイジア株式会社（オーストラリア）
- ベジトラグ株式会社（イギリス）
- ベジトラグUSA株式会社（アメリカ）